# 量子状態
量子状態（りょうしじょうたい、英: quantum state）とは、量子論で記述される系（量子系）に関する情報のことである。
これは系の物理量（可観測量、オブザーバブル）を測定したとき、その測定値のバラつき具合を表す確率によって定義される。
以下に述べるように、量子状態には、純粋状態と混合状態とがある。

## 定義
量子論では、全く同じように系を準備して、その系について全く同じように物理量（オブザーバブル）を測定しても、測定をするたびに、異なった測定値が得られうる。このことは、「（原理的には）物理量が定まっている」とする古典論とは明らかに異なる。よって古典論のように、物理量の一つの測定値から状態を定義（規定）するということができない。
そこで物理量 {\displaystyle A\ } の測定を行うことを考える。測定したい系を数多く用意して、充分多くの回数だけ測定を行うと、ある測定値 {\displaystyle a_{0}\ } が出現する頻度がある一定値に収束することが知られている。それをすべての測定値 {\displaystyle a_{0},a_{1},\ldots } について調べることで、どのように測定値がバラつくかを表す確率分布 {\displaystyle P(a)\ } が得られる。
このことからも分かる通り、実は量子論において定まっているのは、測定によって得られる物理量ではなく、この「物理量がどのようにバラつくかを表す確率分布」なのである。
よって量子論では、量子状態の定義もこの「測定値の確率分布」を使う。量子論における状態とは「各物理量 {\displaystyle A,B,\ldots } について、それを測定した時に得る測定値の確率分布 {\displaystyle P(a),P(b),\ldots }を与えるもの」を指す。

## 定式化
上記のような事情から、量子論における「状態」や「物理量」を数式で表現するためには、少し工夫が必要である。
しかし、正しい「物理量の測定値の確率分布 {\displaystyle {P(a)}\ }」が得られるような方法ならば、どんなものであっても構わない。これまで定式化の方法として「演算子形式」や「経路積分形式」などが作られている。これらは見かけ上はずいぶん異なって見えるが、得られる物理量の測定値の確率分布 {\displaystyle {P(a)}\ } は同じなので、どれも等価な理論である。
以下では、その中でも最も一般的な「演算子形式」での定式化の方法について述べる。
なお、演算子形式の量子論では「複素ヒルベルト空間」と呼ばれる抽象的な空間を考えるが、その理由は「そうすればうまく自然を記述できたから」と言うよりほかない。もっと具体的なものを使って、正しい {\displaystyle {P(a)}\ } を求めることができる方法が存在するかもしれないが、これまでのところ見つかっていない。

## 純粋状態
純粋状態 とは、標語的に言い表せば、扱う系について原理的に可能な限りの情報が既に得られている場合の状態であり、以下に示す 状態ベクトル によって表現されるものを言う。
純粋状態は、あるヒルベルト空間 {\displaystyle {\mathcal {H}}} の規格化された射線（原点から伸びる、位置ベクトルのようなものを想像していただきたい）{\displaystyle e^{i\theta }|\psi \rangle } で表される。これは、自身との内積{\displaystyle (|\psi \rangle )^{\dagger }|\psi \rangle =\langle \psi |\psi \rangle }が次の規格化条件、 
{\displaystyle \langle \psi |\psi \rangle =1}
を満たす。
ただし、このベクトルのとり方については、上記の規格化条件さえ満たせばよく、{\displaystyle |\psi \rangle } と {\displaystyle e^{i\theta }|\psi \rangle } は、したがって一つの同じ純粋状態を表す。ここで、位相因子{\displaystyle e^{i\theta }}はベクトル全体にかかっている限り物理的に意味を持たず、複数のベクトルの重ね合わせる際に位相差のみが意味を持つ。このような {\displaystyle |\psi \rangle } を 状態ベクトル と呼ぶ。また特別に、ある物理量が確定値をとる状態を、固有状態といい、このとき状態ベクトルはその物理量（演算子）に対する固有ベクトルになっている。たとえば、状態 {\displaystyle |\psi \rangle } がエネルギー固有値 {\displaystyle E} のエネルギー固有状態（ハミルトニアン {\displaystyle H} の固有ベクトル）であったときには、
{\displaystyle H|\psi \rangle =E|\psi \rangle }
と表す。

### 位相因子
2つの量子状態 {\displaystyle |\alpha \rangle } 、 {\displaystyle |\beta \rangle } の重ね合わせ(Superposition)で新しい量子状態を作ることができる。
{\displaystyle c_{\alpha }|\alpha \rangle +c_{\beta }|\beta \rangle }
この新しい状態は、複素数{\displaystyle c_{\alpha }}と{\displaystyle c_{\beta }}の振幅と位相(偏角)に依存する。つまり例えば、 {\displaystyle |\psi \rangle } と {\displaystyle e^{i\theta }|\psi \rangle } (θは実数)、 {\displaystyle |\phi \rangle } と {\displaystyle e^{i\theta }|\phi \rangle } (θは実数)が同じ量子状態であったとしても、{\displaystyle |\phi \rangle +|\psi \rangle } と{\displaystyle |\phi \rangle +e^{i\theta }|\psi \rangle } は(一般的に)同じ量子状態ではなく、入れ換えることはできない。しかし{\displaystyle |\phi \rangle +|\psi \rangle } と {\displaystyle e^{i\theta }(|\phi \rangle +|\psi \rangle )} は同じ量子状態となる。このことを指して、「絶対的 (global) 」な位相は物理的な意味を持たないが、「相対的 (relative)」な位相は物理的な意味をもつ、と言われることがある。
たとえば二重スリット実験におけるフォトンの状態は、左側のスリットを通った状態と右側のスリットを通った状態という2つの異なる状態の重ね合わせとなる。この2つの状態の相対位相は、2つのスリットからの距離に依存する。位相に依存して、干渉が起きる場所と起きない場所が生じ、その結果として干渉縞ができる。波におけるコヒーレンスとの類似性から、重ね合わされた状態はコヒーレント重ね合わせ状態とも呼ばれる。
またラビ振動では、シュレーディンガー方程式により相対位相が時間変化する。その結果、重ね合わせられた状態は2つの状態間を振動する。

## 混合状態
混合状態 とは、すべての物理量 {\displaystyle A} について、その測定値（固有値）に対する確率分布 {\displaystyle P(a)} が、純粋状態 {\displaystyle |\psi _{1}\rangle ,|\psi _{2}\rangle ,\ldots } における物理量 {\displaystyle A} の測定値に対する確率分布 {\displaystyle P_{1}(a),P_{2}(a),\ldots } に、重み {\displaystyle p_{1},p_{2},\ldots } をつけて平均したものとして表せるような状態のことである。
{\displaystyle P(a)\ =\sum _{k}p_{k}P_{k}(a)\ (0<p_{k}<1,\sum _{k}p_{k}\,=1).}
{\displaystyle P(a)} は {\displaystyle P_{1}(a),P_{2}(a),\ldots } を確率 {\displaystyle p_{1},p_{2},\ldots } で混合した分布となっており、
複数の確率分布を重み付き平均した形である。

また、任意の物理量の期待値についても同様の重み付き平均となる。
これは状態ベクトルの量子論的な重ね合わせとは異なる。
一般に、混合状態は状態ベクトルではなく「密度演算子」 {\displaystyle {\hat {\rho }}} を用いて表す。

### 密度演算子
混合状態において、k 番目の状態が確率（重み）{\displaystyle p_{k}} で混ざっているとき、
{\displaystyle {\hat {\rho }}=\sum _{k}p_{k}|\psi _{k}\rangle \langle \psi _{k}|}
で定義される演算子 {\displaystyle {\hat {\rho }}} を 密度演算子 と言う。密度行列 {\displaystyle \mathbf {\rho } } は、密度演算子を行列表示したものである。
密度演算子 {\displaystyle {\hat {\rho }}} は以下の性質を満たす。
- {\displaystyle {\hat {\rho }}} はエルミート演算子
- 任意の {\displaystyle |\phi \rangle \in {\mathcal {H}}} に対し、{\displaystyle 0\leq \langle \phi |{\hat {\rho }}|\phi \rangle }
  - （ヒルベルト空間上のすべての状態ベクトルについて、それとそれに密度演算子を作用させた状態との内積は負にならない：確率はゼロまたは正）
- {\displaystyle \mathrm {Tr} \{\mathbf {\rho } \}=1}
  - （密度行列のトレース(対角和)は1になる：全事象の起こる確率は1）
- {\displaystyle \mathrm {Tr} \{\mathbf {\rho } ^{2}\}=\sum _{k}p_{k}^{2}\leq 1}
  - （密度行列の二乗のトレースは1以下になる。特に、等号が成り立つ場合、純粋状態を表す）

## 物理量の測定
演算子形式では、物理量はエルミート演算子で表される。物理量 {\displaystyle A\ } の測定値は測定ごとにバラつくが、得られる測定値はエルミート演算子 {\displaystyle {\hat {A}}\ } の固有値 {\displaystyle a_{1},a_{2},\ldots }に限られると仮定する。そして、その確率分布 {\displaystyle P(a_{n})} は定まっており、
{\displaystyle P(a)=\left\||a\rangle \langle a|\psi \rangle \right\|^{2}=\langle a|\langle \psi |a\rangle \langle a|\psi \rangle |a\rangle =|\langle a|\psi \rangle |^{2}=|\psi (a)|^{2}}
によって求められるとする（ボルンの規則）。